# Ręczaje Polskie

Ręczaje Polskie' (prononciation : [rɛnˈt͡ʂajɛ ˈpɔlskʲɛ]) est un village polonais de la gmina de Poświętne dans le powiat de Wołomin de la voïvodie de Mazovie dans le centre-est de la Pologne.
Il se situe à environ 9 kilomètres à l'est de Wołomin (siège du powiat) et à 28 kilomètres au nord-est de Varsovie (capitale de la Pologne).
De 1975 à 1998, le village appartenait administrativement à la voïvodie de Siedlce.

Ręczaje Polskie [rɛnˈt͡ʂajɛ ˈpɔlskʲɛ] est un village polonais de la gmina de Poświętne dans le powiat de Wołomin et dans la voïvodie de Mazovie. Il se situe à environ 9 kilomètres à l'est de Wołomin et à 28 kilomètres au nord-est de Varsovie.